# Ramón Romea y Ezquerra

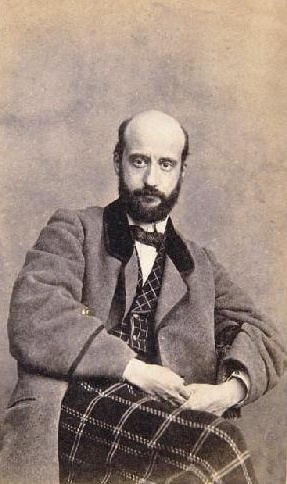
Ramón Romea y Ezquerra, fotografía de J. Laurent. Museo de Historia de Madrid.

Ramón Romea y Ezquerra (Zaragoza, 1830-Oviedo, 1907) fue un pintor español.

## Biografía
Habría nacido en 1830 en Zaragoza. Pintor paisista y escenógrafo, fue discípulo de la Academia de San Luis y de la de San Fernando. Fue autor de diversos paisajes que presentó en las Exposiciones de Zaragoza en 1850 y Nacionales de 1858 a 1866, mereciendo por ellos varias menciones honoríficas y una medalla de tercera clase. Entre los trabajos que ejecutó para el teatro, habría sobresalido la decoración que representa la calle de Segovia en tiempos de Carlos IV, hecha para la zarzuela Pan y toros. Uno de sus lienzos, Recuerdos de Villalba, figura en la colección del Museo del Prado. Nombrado profesor de dibujo del Instituto de segunda enseñanza de Lérida, fue trasladado en 1864 a Burgos y de este al de Toledo, y, más tarde, al de Oviedo. Falleció en dicha ciudad en 1907.